# Akrali, Khanapur
Akrali là một làng thuộc tehsil Khanapur, huyện Belgaum, bang Karnataka, Ấn Độ.